# بلیط الکترونیکی

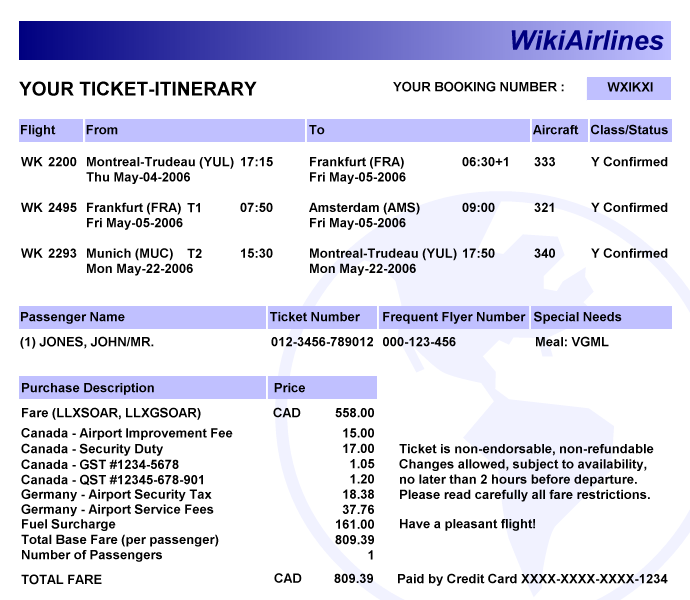
سفرنامه نمونه برای بلیت الکترونیکی اپن جاو از مونترال به آمستردام، و بازگشت از مونیخ

بلیت الکترونیکی (معمولاً به اختصار به عنوانe-ticket) مثل یک بلیت کاغذی معمولی است. این اصطلاح اغلب با بلیت‌های صادر شده توسط شرکت هواپیمایی مرتبط است.
فروش بلیت الکترونیکی برای حمل و نقل عمومی شهری یا راه‌آهن معمولاً به عنوان کارت مسافرتی یا گذر حمل و نقل اشاره می‌شود. همچنین در فروش بلیت در صنعت سرگرمی استفاده می‌شود. یک سیستم بلیت الکترونیکی یک روش کارآمدتر برای ورود به سیستم، پردازش و بازاریابی برای شرکت‌های هواپیمایی، راه‌آهن و دیگر صنایع حمل و نقل و سرگرمی است.

## بلیت هواپیما
بلیت‌های الکترونیکی در صنعت هواپیمایی در حدود ۱۹۹۴ طراحی شده‌ است و اکنون جایگزین سیستم‌های فروش بلیت‌های قدیمی چند لایه شده‌ است. از تاریخ ۱ ژوئن ۲۰۰۸، برای اعضای IATA استفاده از بلیط الکترونیکی اجباری بوده‌است. در برخی از شرکت‌های هواپیمایی که بلیت‌های کاغذی هنوز در مرسوم هستند هزینه ارسال بلیت را پرداخت می‌شود.
هنگامی که یک رزرو تأیید می‌شود، شرکت هواپیمایی سابقه ای از رزرو در سیستم رزرو کامپیوتر خود را نگه می‌دارد. مشتریان می‌توانند نسخه ای از یک بلیت الکترونیکی را که شامل شماره ثبت یا شماره رزرو و شماره بلیت باشد، چاپ کنند یا ممکن است چندین نسخه از یک بلیت الکترونیکی را چاپ کنند.
علاوه بر ارائه جزئیات مسیریابی، دریافت بلیت برنامه بلیت الکترونیکی نیز شامل موارد زیر است
- شماره بلیت رسمی (از جمله کد فروش بلیت ۳ رقمی هواپیمایی، یک شماره ۴ رقمی، شماره سریال ۶ رقمی و گاهی اوقات یک کد شماره سریال).
- شرایط حمل و نقل، (یا حداقل اشاره ای به آنها).
- جزئیات هزینه و مالیات، از جمله جزئیات محاسبه کرایه و برخی از اطلاعات اضافی مانند کدهای تور. هزینه دقیق ممکن است مشخص نشود، اما یک کد «کرایه پایه» همیشه هزینه کرایه استفاده شده را معلوم می‌کند.
- خلاصه ای کوتاه از محدودیت‌های کرایه، معمولاً فقط مشخص می‌کنند که آیا تغییر یا بازپرداخت مجاز است، اما نه جریمه‌هایی که به آن‌ها اعمال می‌شود.
- روش پرداخت

## چک شدن با یک بلیت الکترونیکی
مسافران می‌توانند با بلیت الکترونیکی باید به‌طور معمول در فرودگاه پرواز کنند، مگر این که ممکن است لازم باشد که یک کارت مسافرت الکترونیکی یا شناسنامه شخصی ارائه کنند مانند گذرنامه یا کارت اعتباری. تهیه نسخه چاپی یک بلیت الکترونیکی ممکن است برای ورود به ترمینال برخی از فرودگاه‌ها یا برای مقابله با مقررات مهاجرت در برخی کشورها مورد نیاز باشد.
معرفی بلیت‌های الکترونیکی موجب پیشرفت‌های مختلفی در فرایندهای چک کردن شده‌است.

## سلف سرویس و بررسی از راه دور
-ثبت آنلاین/ کیوسک آنلاین / تلفن / (در صورتی که خطوط هوایی این امکان را فراهم کند).
-چک کردن آنی
- چاپ پاسپورت در کیوسک‌های فرودگاه و در نقاط دیگر به غیر از فرودگاه
- تحویل بار کدهای عبور از طریق اس‌ام‌اس یا ایمیل به یک دستگاه تلفن همراه
.
وب سایت‌های متعددی به افرادی که بلیت‌های الکترونیکی را دارند تا قبل از محدود کردن خطوط هوایی بیست و چهار ساعته به صورت آنلاین بررسی می‌کنند. این سایت‌ها اطلاعات پرواز مسافر را ذخیره می‌کند و زمانی که شرکت هواپیمایی برای ورود به سیستم آنلاین باز می‌شود، اطلاعات به خطوط هوایی منتقل می‌شود و بعد مجوز پرواز به مشتری ارسال می‌شود. با استفاده از این تکنولوژی بلیت، اگر یک مسافر مجوز پرواز خود را از راه دور دریافت می‌کند و بدون چک شدن بار مسافر مسافرت می‌کند، ممکن است از سیستم کنترل‌کننده سنتی جلوگیری کند.